# 玉门黄耆
玉门黄耆（学名：Astragalus yumenensis）为豆科黄芪属的植物，是中国的特有植物。分布在中国大陆的甘肃等地，生长于海拔2,000米的地区，见于干旱山坡，目前尚未由人工引种栽培。